# Блюме, Карл Вильгельм Герман фон
Карл Вильгельм Герман фон Блюме (1835—1919) — прусский военный деятель, военачальник, генерал инфантерии, профессор военной академии. Военный писатель. Педагог, доктор философии.

## Биография
В 1852 году начал службу в 13-м пехотном полку прусской армии. В 1854 году стал лейтенантом, в 1861 году — обер-лейтенантом.
В 1865 г. произведен в капитаны с назначением адъютантом к военному министру А. фон Роону.
Участник Австро-прусско-итальянской войны 1866 г. (в штабе военного министра) и Франко-прусской войны 1870—1871 гг., которую начал в чине майора Генерального штаба, затем участвовал в битвах при Сен-Прива — Гравелот Бомонте, Бомоне, Седане и осаде Парижа.
После окончания войны вернулся в военное ведомство в качестве командира дивизии, стал преподавателем военной истории в Военной академии.
В 1875 г. назначен начальником отдела военного министерства, а затем — членом главной экзаменационной комиссии и профессором военной академии. В 1879 году Блюм получил звание полковника.
В 1879 г. — председатель военной комиссии Берлинского конгресса. С 1879 по 1883 год командовал 36-м Магдебургским фузилерным полком.
С 1881 гг. Блюме находился в Константинополе, где участвовал в переговорах по урегулированию турецко-греческой границы.
Назначенный в 1883 г. начальником штаба IV армейского корпуса он 2 года спустя принял бригаду, а в 1885 г. был произведен в генерал-майоры с назначением начальником военно-экономического департамента военного министерства Пруссии.
Вскоре после этого Блюме был назначен членом Государственного совета, в 1888 г. произведен в генерал-лейтенанты и назначен начальником общего департамента военного министерства Пруссии и пожалован в потомственные дворяне.
С 1887 по 1889 г. — член Союзного совета (Bundesrat), в 1889 г. назначен командиром 8-й пехотной дивизии, в 1892 г. — командующим XV армейским корпусом в Страсбурге, в 1893 г. произведен в генерал инфантерии.
В 1896 г. вышел в отставку с зачислением в списки 13-го пехотного полка, шефом которого был назначен 22 марта 1897 г.

## Научная и творческая деятельность
Фон Блюме известен не столько своей практической военной деятельностью, сколько деятельностью военно-литературной. Он обогатил военную литературу многими ценными трудами, в их числе:
- Die Armee und Die Revolution In Frankreich von 1789 / 1793;
- Die Operationen der deutschen Heere von der Schlacht von Sedan bis zum Ende des Krieges. Berlin 1871;
- Strategie. Berlin 1882;
- Selbsttätigkeit der Führer im Kriege. Berlin 1896;
- Die Beschießung von Paris 1870/71 und die Ursachen ihrer Verzögerung. Berlin 1899;
- Die Grundlagen unserer Wehrkraft. Berlin 1899;
- Geschichte Des Infanterie-Regiments Hewarth v. Bittenfeld № 13 im 19 Jahrhundert;
- Militärpolitische Aufsätze;
- Kaiser Wilhelm Der Grosse Roon;
- Moltke и другие.

Автор научно-военных трудов, на которых учились высшие военные лидеры будущей мировой войны, характеризующихся глубоким подходом к политическим, экономическим, социальным, техническим, ментальным и духовным основам войны. Особенно чётко подчёркивал важность качественного отдыха для национальных сил в условиях современной войны с одновременным развитием моральных и интеллектуальных способностей всех тех, кто участвует в ней.

## Награды
- Большой крест Ордена Красного орла с дубовыми листьями
- Орден Короны I класса
- Командор ордена Короны Италии
- Кавалер Большого креста ордена Вюртембергской короны
- Орден Святой Анны
- Орден Железной короны 1-й степени
- Орден Данеброг и многими другими высшими орденами и медалями.